# Battarakuppa, Bangarapet
Battarakuppa là một làng thuộc tehsil Bangarapet, huyện Kolar, bang Karnataka, Ấn Độ.